# Zandkreekplaat
De Zandkreekplaat is een onbewoond eiland gelegen in het Veerse Meer in de Nederlandse provincie Zeeland. Het eiland, dat 2 hectare groot is, is weidegebied. Er is één aanlegsteiger. Het eilandje ligt west van het recreatiegebied De Piet.
De Zandkreekplaat is net als de buureilandjes Bastiaan de Langeplaat en Spieringplaat vrij toegankelijk voor bezoekers. De maximale tijd aan een ligplaats is 24 uur.